# John Hugh Seiradakis

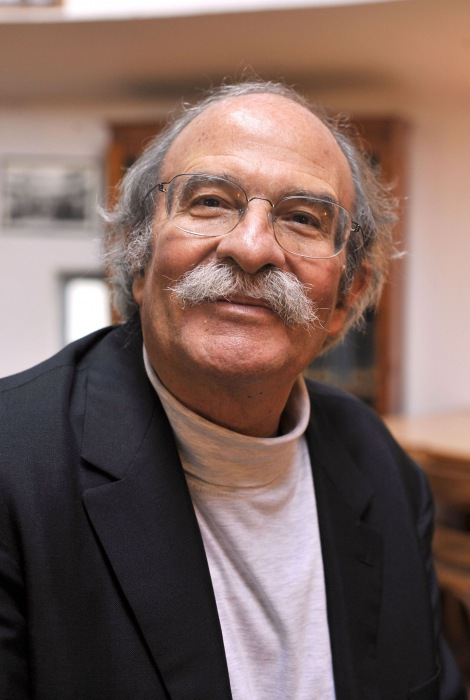
John Seiradakis (2014)

John Seiradakis (griechisch: Ιωάννης-Χιου Σειραδάκης; * 5. März 1948 in Chania, Kreta, Griechenland; † 3. Mai 2020 in Thessaloniki) war ein griechischer Astronom und Professor am Fachbereich Physik der Aristoteles-Universität Thessaloniki. Er wurde bekannt durch seine Beiträge zum Verständnis von Pulsaren, zum galaktischen Zentrum und zur Archäoastronomie. Seit den frühen 2000er-Jahren war er stark an der Entschlüsselung des Antikythera-Mechanismus beteiligt. Er war Gründungsmitglied der Hellenic Astronomical Society, der European Astronomical Society und der Internationalen Olympiade für Astronomie und Astrophysik (IOAA).

## Persönliches Leben
John Seiradakis wurde am 5. März 1948 in Chania, Kreta, Griechenland, als Sohn von Mercy Burdett Money-Coutts Seiradaki und Michael Seiradakis geboren. Er hatte eine jüngere Schwester, Sophia Hester Seiradaki. Er absolvierte seine Grundschulausbildung sowie zwei Jahre Gymnasium in Chania. 1966 zog seine Familie nach Athen, um die letzten vier Klassen der High School in Vyronas zu beenden. Er wurde an die Nationale und Kapodistrias-Universität Athen aufgenommen, von der er 1971 seinen Abschluss in Physik erhielt (Klasse von 1970). Er setzte sein Aufbaustudium an der Victoria University of Manchester fort, wo er 1973 seinen Master absolvierte und 1975 in Radioastronomie promovierte.
Er hatte zwei Kinder, Elena, derzeit außerordentliche Professorin für Biochemie an der Universität Oxford, und Michael, tätiger Arzt in Deutschland.
Er starb am 3. Mai 2020 in seinem Haus in Peraia an den Folgen von Krebs.

## Werdegang
John Seiradakis führte seineMaster- und Promotionsprojekte unter der Aufsicht von Dr. John G. Davies durch. Seine Masterarbeit trug den Titel "Hochempfindliche Pulsarsuche". Seine Prüfer für die Masterarbeit waren Bryan Anderson und Antony Hewish. Für sein Doktorandenprojekt mit dem Titel "Pulsarvermessung bei niedriger Breite bei 408 MHz" entwarf und führte er eine empfindliche Vermessung für Pulsare in der galaktischen Ebene durch. Diese Umfrage ergab 18 neue Funkpulsare, mehr als 20 % der damals bekannten Bevölkerung. Die Rigorosum-Prüfer seiner Doktorarbeit waren Robin G. Conway und Bernard E.J. Pagel. Nach seiner Promotion zog Seiradakis als Postdoktorand am Max-Planck-Institut für Radioastronomie (MPIfR), unter der Leitung von Richard Wielebinski, nach Deutschland. Am MPIfR leistete er Beiträge zum Verständnis der Pulsaremission und half bei der Entwicklung der Pulsarinstrumentierung der ersten Generation für das 100-m-Effelsberg-Radioteleskop. Während seiner Karriere kehrte er mehrmals zum MPIfR zurück: 1979 als Postdoktorand, von 1982 bis 1984 als Alexander von Humboldt-Stipendiat und 1991 als Gastforscher in seinem Forschungsurlaub während seiner Tätigkeit an der Universität von Thessaloniki.
1978 begann er seine Tätigkeit als Wissenschaftler an der Universität Hamburg. Zusammen mit Dr. W. Huchtmeier und weiteren Wissenschaftlern führte er mit dem 100-m-Radioteleskop in Effelsberg eine umfassende Untersuchung der neutralen Wasserstoffverteilung in nahe gelegenen Galaxien durch.
Von 1982 bis 1984 arbeitete er als Wissenschaftler an der University of California in San Diego, wo er seine Forschungen zu Pulsaremission und interstellarer Szintillation fortsetzte.
1984 führte Seiradakis zusammen mit den Mitarbeitern A.N. Lasenby, F. Yusef-Zadeh, R. Wielebinski und U. Klein einige der ersten polarimetrischen Beobachtungen von Sag A * bei 10 GHz durch. Diese Studie ergab eine erweiterte polarisierte Radioquelle mit (Strahlungskeulen?), die vom Galaktischen Zentrum stammen.
1986 trat er in die Fakultät für Physik der Aristoteles-Universität von Thessaloniki ein und wurde 1996 zum Professor befördert. Als Fakultätsmitglied leistete er Beiträge in zahlreichen Bereichen, darunter Neutronensterne (Pulsare), neutrale Wasserstoffmodellierung in nahe gelegenen Galaxien, das Galaktische Zentrum, Fackelsterne, transiente Mondphänomene und Archäoastronomie. Er veröffentlichte mehr als 74 wissenschaftliche Artikel in – (?) Fachzeitschriften und mehr als 80 Artikel in Konferenzberichten und Sonderbänden sowie drei Lehrbücher auf Universitätsniveau. Er war Gründungsmitglied der Hellenic Astronomical Society (Hel.A.S.), wo er als Sekretär (1994–1998) und als Präsident (1998–2002) tätig war. Er war Mitglied (1986–1990) und Vorsitzender (2001–2005) des griechischen Nationalen Komitees für Astronomie.

### Antikythera-Mechanismus
Der Antikythera-Mechanismus ist ein handbetriebener analoger Computer, der 1900 entdeckt wurde. Der Mechanismus wurde über ein Jahrhundert lang eingehend untersucht. Anfang der 2000er Jahre begannen jedoch neue Bemühungen, diese mithilfe fortschrittlicherer Bildgebungstechniken zu analysieren, das sogenannte "Antikythera Mechanism Research Project" (AMRP). Seiradakis leitete zusammen mit Xenophon Moussas und Yannis Bitsakis die griechische Beteiligung an diesen Bemühungen. Im Jahr 2005 erhielt das AMRP die Erlaubnis, den Mechanismus mit neuartigen Tomographie- und Bildgebungstechniken zu untersuchen. Diese neue Studie führte zu bahnbrechenden Entdeckungen in Bezug auf Design, Funktion und Ursprung des Mechanismus. Die Ergebnisse des Projekts wurden in einer Reihe wissenschaftlicher Arbeiten vorgestellt und in einem Übersichtsartikel in „Nature“ mit dem Titel "Unser aktuelles Wissen über den Antikythera-Mechanismus"  von J.H. Seiradakis und M.G. Edmunds. Sie haben auch eine große Anzahl populärwissenschaftlicher Artikel und Dokumentationen inspiriert. Seiradakis hielt zahlreiche Vorträge und Präsentationen, in denen die neuen Ergebnisse auf der ganzen Welt vorgestellt wurden, darunter Chicago Chicago (USA), Bonn (Deutschland), CERN (Schweiz). usw.

### Bildung und Öffentlichkeitsarbeit

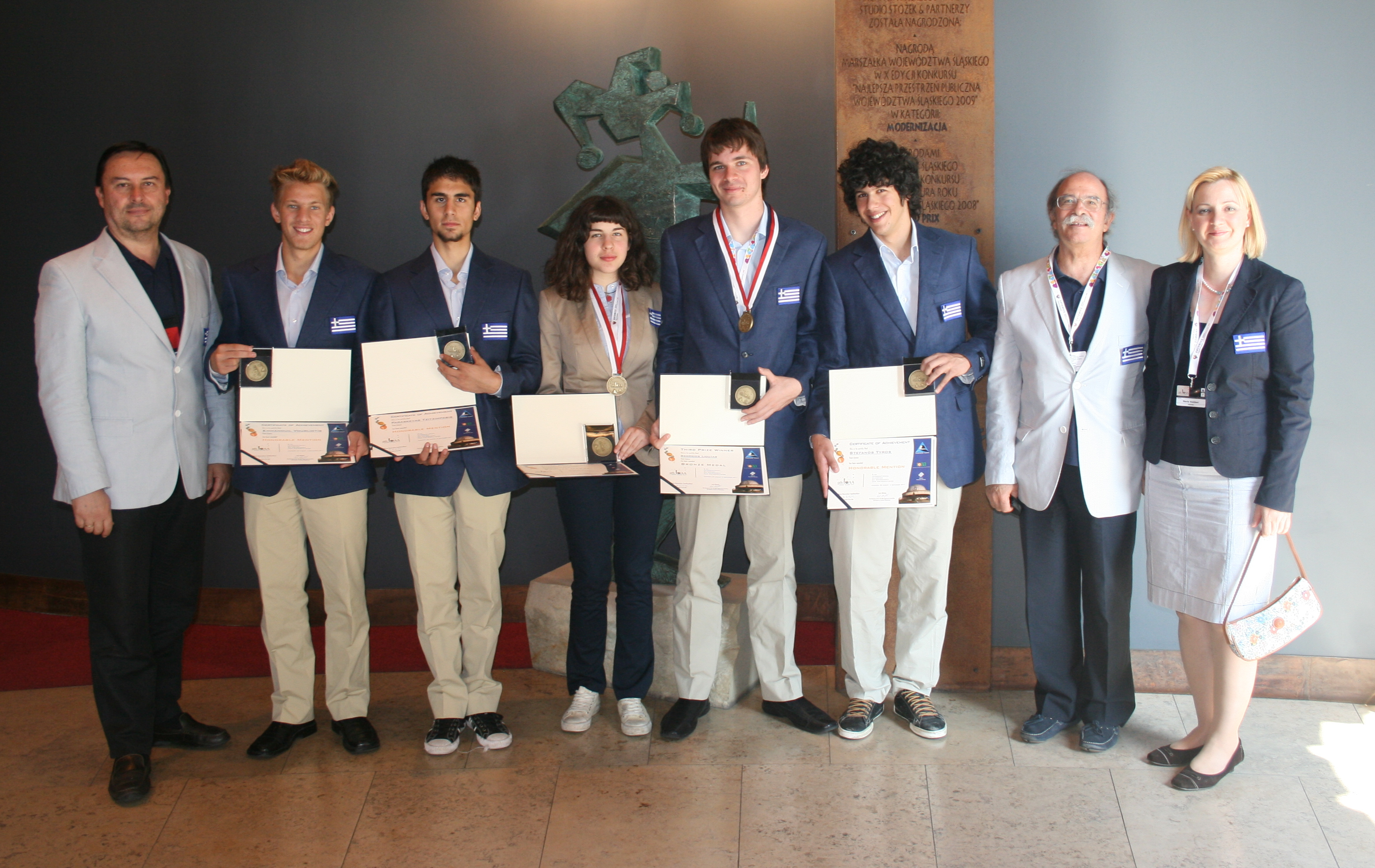
Seiradakis mit der griechischen Delegation bei der 5. Internationalen Astronomie- und Astrophysikolympiade in Krakau

Durch seine Lehr- und Öffentlichkeitsarbeit spielte Seiradakis während der gesamten Zeit der Dritten Hellenischen Republik eine zentrale Rolle bei der Entwicklung der Astronomie in Griechenland. Dutzende seiner Studenten haben ihr Studium der Astrophysik auf Postgraduiertenebene fortgesetzt und anschließend Forschungspositionen an der Fakultät in Griechenland und im Ausland übernommen.
Auf Initiative von Seiradakis hat die Generalversammlung der Internationalen Astronomischen Union 2006 die Internationale Olympiade für Astronomie und Astrophysik ins Leben gerufen, einen internationalen Wettbewerb für Schüler, welches heute eine Teil der International Science Olympiads ist. Seiradakis vertrat Griechenland bis zu seinem Tod im Jahr 2020 im IOAA-Vorstand. Zusammen mit Loukas Zachilas leitete er von 2007 bis 2017 auch das griechische Team.

## Ausgewählte Publikationen
- "Pulsar Associated with the Supernova Remnant IC 443" by Davies J. G., Lyne A. G. and Seiradakis J. H., Nature, Volume 240, Issue 5378, pp. 229–230 (1972)[40]
- "Direct observation of pulsar microstructure" by Ferguson D. C., Graham D. A., Jones B. B., Seiradakis, J. J. and Wielebinski, R., Nature, Volume 260, Issue 5546, pp. 25–27 (1976)[41]
- "A new symmetrical polarization structure near the galactic centre" by Seiradakis, J. J. Lasenby, A. N., Yusef-Zadeh, F., Wielebinski R. J. and Klein, U., Nature, Volume 317, Issue 6039, pp. 697–699 (1985)[18]
- "Decoding the ancient Greek astronomical calculator known as the Antikythera Mechanism" by Freeth, T., Bitsakis, Y., Moussas, X., Seiradakis, J. H. et al., Nature, Volume 444, Issue 7119, pp. 587–591 (2006)[42]
- "Our current knowledge of the Antikythera Mechanism" by John Hugh Seiradakis and M. G. Edmunds, Nature Astronomy, Volume 2, p. 35–42 (2018)[43]